# Newminster Abbey (parish)
Newminster Abbey var en civil parish 1866–1894 när det uppgick i Morpeth och Newminster, i grevskapet Northumberland i England. Civil parish var belägen 7 km från Whalton och hade 174 invånare år 1891.